# Laurent de Premierfait
Laurent de Premierfait (* um 1365 in Prémierfait; † 1418 in Paris) war ein französischer Humanist und Übersetzer.

## Leben und Werk
Laurent de Premierfait, geboren zwischen 1360 und 1370 nördlich von Troyes, gehörte wie seine Freunde Jean de Montreuil und Nikolaus von Clamanges zum französischen Frühhumanismus. Nach dem Studium war er in Avignon Sekretär des Kardinals Amedeo di Saluzzo (1361–1419). Ab 1400 wurde er in Paris von zahlreichen Mäzenen unterstützt. Sein Zeitgenosse Antonio Loschi nannte ihn den besten Lateiner unter den französischen Dichtern, doch ist von seiner Dichtung nur wenig erhalten. Berühmt ist er vor allem für seine Übersetzungen aus dem Lateinischen von Werken Ciceros (Laelius de amicitia und Cato maior de senectute) und Boccaccios (Decamerone und De casibus virorum illustrium), wobei festzuhalten ist, dass er auch das von ihm erstmals ins Französische übertragene Dekameron aus einer ihm vorliegenden lateinischen Übersetzung weiterübersetzte. Er kam 1418 beim Einfall der Burgunder in Paris ums Leben.

## Werke (Übersetzungen)
- (Cicero) Livre de vieillesse. Hrsg. Stefania Marzano. Brepols, Turnhout 2009.
- (Cicero) Le livre de la vraye amistié, traduction du De amicitia de Cicéron. Hrsg. Olivier Delsaux. Champion, Paris 2016.
- (Boccaccio) Boccace, Decameron, traduction (1411–1414) de Laurent de Premierfait. Hrsg. Giuseppe Di Stefano. Montréal, CERES, Montreal 1998.
- (Boccaccio) Laurent de Premierfait’s De cas de nobles hommes et femmes, Book I Translated from Boccaccio. Hrsg. Patricia M. Gathercole. University of North Carolina Press, Chapel Hill 1968.